# Kerkhof van Croix-Caluyau
Het Kerkhof van Croix-Coluyau is een gemeentelijke begraafplaats, gelegen in het Franse dorp Croix-Caluyau in het Noorderdepartement. Het kerkhof ligt achter de Église Saint-Martin in het dorpscentrum.  Ze heeft een lange smalle vorm en wordt omsloten door een haag.

## Britse oorlogsgraven
Achteraan op het kerkhof liggen twee perken waarin samen 14 Britse gesneuvelden uit de Eerste Wereldoorlog begraven liggen. Zij sneuvelden tussen 23 oktober en 1 november 1918.
Hun graven worden onderhouden door de Commonwealth War Graves Commission en zijn daar geregistreerd onder Croix Churchyard.